# دقاق بن تتش
دقماق بن تتش، وهو شمس الملوك أبو نصر دقاق بن السلطان تاج الدولة تتش بن السلطان ألب أرسلان، (توفي في 497هـ/8 يونيو 1104م)، هو حاكم سلجوقي حكم دمشق وأقاليمها في الفترة ما بين 1095 إلى 1104م.
بعدما توفي والده تتش بن ألب أرسلان الذي أوصى أن يكون الملك من بعده لأخيه رضوان سار دقماق إلى حلب وأقام عند أخيه رضوان فكتب إليه الأمير سارتكين والي قلعة دمشق سراً يدعوه ليملكه مدينة دمشق فهرب من أخيه فأرسل رضوان في طلبه خيلاً فلم تدركه فلما وصل إلى دمشق نصبه الأمير ساوتكين ملكاً في دمشق وساعده على ذلك كثير من خاصة أبيه.
وفي هذه الأثناء وصل معتمد الدولة طغتكين ومعه جمهور من خواص أبيه تتش فمال إليه وثبت الأمر له. وفي سنة 490هـ وصل الملك رضوان إلى دمشق لفتحها وانتزاعها من يد أخيه دقماق فلم ينجح فطمع دقماق في الاستيلاء على ملك رضوان وأتجه بجيشه نحو مدينة حلب فأستنجد أخوه رضوان بقبائل التركمان على أخيهِ فقاتله فانهزم دقماق، وانتهى الأمر بالصلح بينهما على أن يكون الملك لرضوان في مدينة دمشق وأنطاكية.